# Orthogenysuchus
Orthogenysuchus is een geslacht van uitgestorven caimanine alligatoriden. Fossielen zijn gevonden in de Wasatch Beds van de Willwood-formatie van Wyoming, afgezet tijdens het Vroeg-Eoceen.

## Naamgeving
De typesoort Orthogenysuchus olseni werd in 1924 benoemd door Charles Craig Mook. De geslachtsnaam is afgeleid van het Grieks orthos, 'recht', en genys, 'kaak'. De soortaanduiding eert preparateur George Olsen.
Het holotype AMNH 5178 is het enige bekende exemplaar dat tot het geslacht behoort en bestaat uit een schedel zonder onderkaken. De hersenpan wordt opgevuld door de matrix en de meeste beennaden tussen de botten zijn niet waarneembaar, waardoor vergelijkingen met ander eusuchisch materiaal moeilijk zijn.

## Beschrijving
De schedel is driekwart meter lang en heeft een vrij spitse snuit met rechte zijranden.

## Fylogenie
Orthogenysuchus werd in 1924 een eusuchiër genoemd, hoewel niet toegewezen aan een bepaalde eusuchische groep die op dat moment bekend was. Latere publicaties wezen het geslacht toe aan de Crocodylidae, maar recentere analyses stellen voor dat het een pristichampside of zelfs een synoniem is van Pristichampsus. In 1999 werd Orthogenysuchus geplaatst in een nieuwe clade met de caimaninen Purussaurus en Mourasuchus uit het Mioceen. Orthogenysuchus dateert van ongeveer dertig miljoen jaar vóór deze geslachten, wat suggereert dat ze allebei significante verborgen ontwikkelingslijnen hadden.
Bovendien stelde de studie uit 1999 een clade voor die alleen Orthogenysuchus en Mourasuchus bevatte. Deze clade is vergelijkbaar met de familie Nettosuchidae, die oorspronkelijk werd opgericht in 1965 voor Mourasuchus en de nieuw beschreven Nettosuchus (later bleek het een jonger synoniem van het geslacht te zijn). De clade is echter voornamelijk gebaseerd op dubbelzinnige kenmerken als gevolg van het slechte behoud van het holotype van Orthogenysuchus en is dus nog niet formeel beschreven. Alle ondubbelzinnige synapomorfieën zijn gebaseerd op het neusgebied van de schedel waar de afzonderlijke botten gemakkelijk te onderscheiden zijn. Orthogenysuchus deelt met Mourasuchus een kenmerkende langwerpige, maar niet al te smalle snuit, extreem brede externe neusgaten bestaande uit de neusopening en dorsale fossa, en veel kleine maxillaire tandkassen.

## Paleobiologie
Orthogenysuchus is representatief voor de diverse Wasatchische faunae die zich ontwikkelden tijdens het Vroeg-Eoceen in Noord-Amerika. Deze faunae worden ook gekenmerkt door het verschijnen of de diversificatie van vele Chelonia zoals emydiden en testudiniden, evenals het voorkomen van Amphisbaenia en rhineuriden. Dit volgde op een grote faunaverandering bij de grens van het Clarkforkian-Wasatchian, wat resulteerde in de regionale verdwijning van Champsosauridae en het uitsterven van de alligatorine Ceratosuchus.
De aanwezigheid van Orthogenysuchus in Noord-Amerika tijdens het Eoceen suggereert dat er een invasie plaatsvond van kaaimannen naar het continent vanuit Zuid-Amerika na de oorspronkelijke verspreiding van vroege alligatorinen en kaaimannen naar Zuid-Amerika die plaatsvond tijdens de Krijt-Paleogeen-grens (Krijt-Tertiaire grens).